# John Villiers (1er comte Grandison)
Pour les articles homonymes, voir John Villiers (3e comte de Clarendon).
John Villiers (vers 1664 – 14 mai 1766) est un pair anglo-irlandais de la famille Villiers.

## Biographie
Il est le fils du brigadier général Edward FitzGerald-Villiers et Katherine FitzGerald. Son père est le fils de George Villiers, 4e vicomte Grandison, mais prend le nom de famille de FitzGerald après son mariage. En tant que tel, Grandison est également connu sous le nom de John Fitzgerald. Il fait ses études au Collège d'Eton et au Magdalene College, à Cambridge. Il succède à son grand-père comme vicomte le 16 décembre 1699.
En 1704, il est gouverneur de la ville de Waterford. Comme son titre est dans la pairie d'Irlande, il peut se présenter à la Chambre des Communes d'Angleterre. Il se présente dans le Bourg pourri d'Old Sarum en mai 1705, où il est à égalité avec Charles Mompesson pour le deuxième siège. Après un différend juridique de sept mois, la Chambre des communes se prononce en faveur de Mompesson. En 1721, il est investi comme membre du Conseil privé d'Irlande et, le 11 septembre de la même année, nommé comte Grandison, comté de Leitrim dans la pairie d'Irlande.
Il épouse Frances Cary, fille d'Edward Cary et d'Anne Lucas, en février 1706. Ensemble, ils ont trois enfants, bien qu'une seule fille lui ait survécu. Son comté s'éteint à sa mort, alors que sa vicomté passe à son cousin germain, William Villiers (3e comte de Jersey),.